# W25 (testata nucleare)

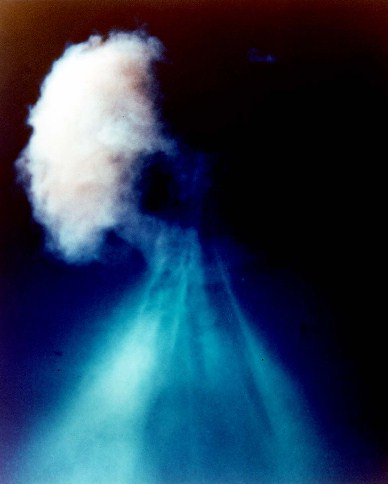

La W25 è una testata nucleare per la difesa aerea progettata dalla United States Air Force e dal Los Alamos Scientific Laboratory. Si tratta di una bomba a fissione con un rendimento nominale di 1,5 kt, il cui sviluppo iniziò a partire dal 1954.
La W25 è stata utilizzata per l'AIR-2 Genie, un razzo aria-aria non guidato utilizzato dagli intercettori Northrop F-89 Scorpion, F-101B ed F-106.
L'unico utilizzatore della W25 all'infuori degli Stati Uniti è stato il Canada, che equipaggiò i suoi CF-101 Voodoos con la testata fino al 1984, attraverso un accordo di condivisione nucleare. Un piccolo numero di W25 è stato a disposizione degli F-106 dell'Air National Guard fino al 1984.

## Descrizione
La W25 aveva un diametro di 44 cm (17,4 pollici) e una lunghezza di 68 cm (26,6 pollici), con un peso variabile fra i 98,8-100,2 kg (218-221 libbre).
L'ordigno era composto da un pozzo composito (che utilizza cioè sia uranio che plutonio) non potenziato, e il primo pozzo sigillato di progettazione statunitense. Un "pozzo sigillato" significa che una barriera metallica solida è posta intorno ai "componenti fossa", o materiali nucleari all'interno di un'arma nucleare, senza aperture. Questo protegge i materiali nucleari dal degrado ambientale e contribuisce a ridurre le probabilità di un loro rilascio in caso di incendio accidentale o esplosione minore.